# Mont Katahdin
Mont Katahdin és la muntanya més alta de l'estat de Maine al nord-est dels Estats Units. Els amerindis penobscots li van donar el nom de Katahdin que significa "La muntanya més grossa". El mont Katahdin és al Parc Estatal de Baxter i està format per magma volcànic. Ha estat molt escalat des del 1804 i ha inspirat obres d'artistes. Els Penobscot creien que s'hi el pujaves, et convertides en un home de veritat i el veneraben.